# ایو بیتسکی موتو
ایو بیتسکی موتو (انگلیسی: Yves Bitséki Moto؛ زادهٔ ۲۳ آوریل ۱۹۸۳) بازیکن فوتبال اهل گابن است.
از باشگاه‌هایی که در آن بازی کرده‌است می‌توان به باشگاه فوتبال موستا اشاره کرد.
وی همچنین در تیم ملی فوتبال گابن بازی کرده‌است.